# Робърт Уолпоул
Робърт Уолпоул (на английски: Robert Walpole), до 1742 г. – сър Робърт Уолпоул, е британски държавник, известен най-вече като първият министър-председател на Великобритания. Въпреки че постът „министър-председател“ не съществува по това време, това звание на Уолпоул никога не е оспорено, заради голямото му влияние в кабинета през онези времена.
Като виг, който е избран за първи път през 1701 г., Уолпоул служи на страната си при управленията на кралете Джордж I и Джордж II.
Администрацията му е запомнена като най-дълго управлявалата в британската история (1721 – 1742 г.).